# Pfarrkirche Johannesberg

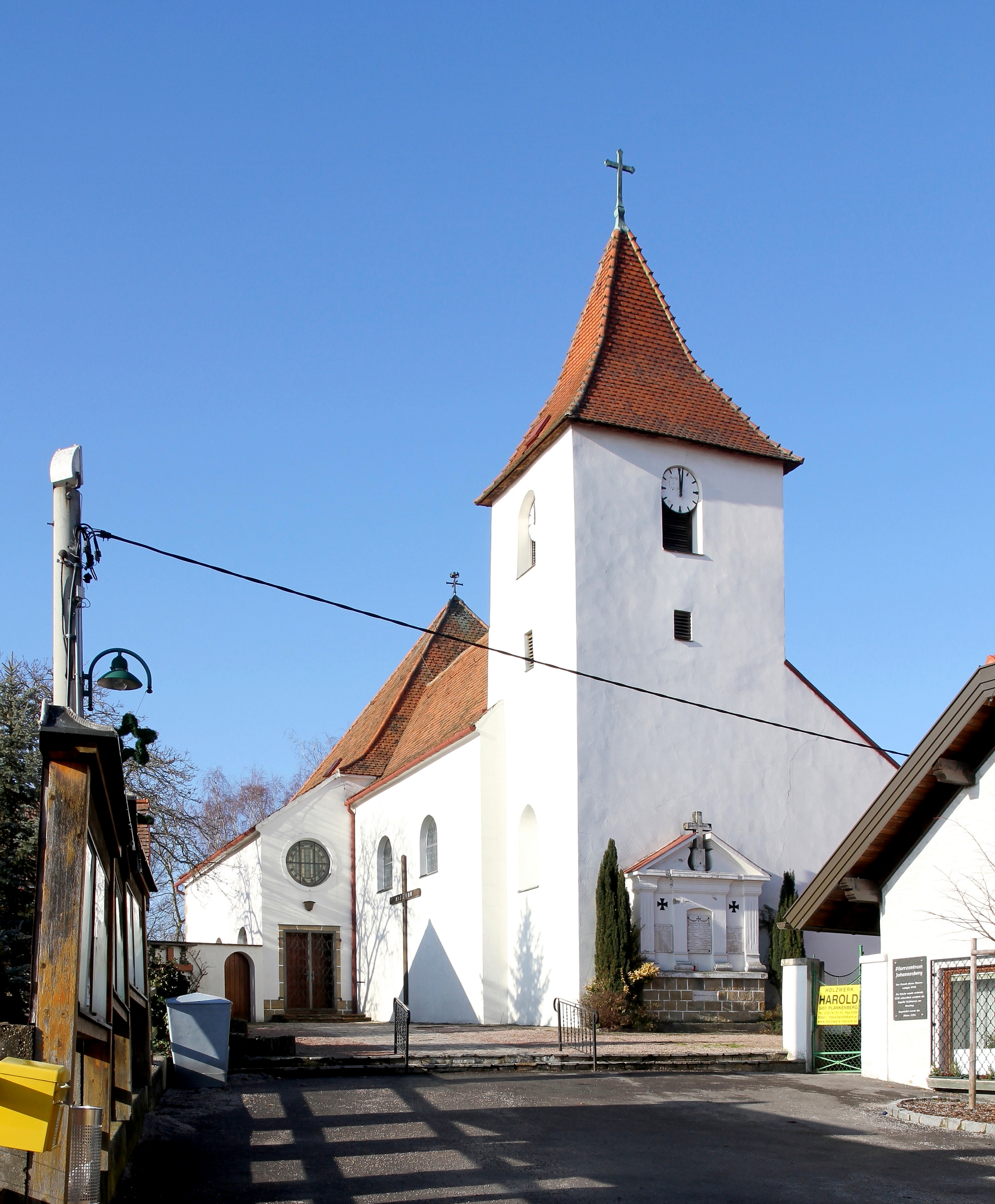
Katholische Pfarrkirche hl. Johannes der Täufer in Johannesberg

Die römisch-katholische Pfarrkirche Johannesberg steht weithin sichtbar auf einem künstlichen Plateau einer ehemaligen Burg in der Ortschaft Johannesberg in der Marktgemeinde Asperhofen im Bezirk St. Pölten-Land in Niederösterreich. Die dem Patrozinium des Heiligen Johannes der Täufer unterstellte Pfarrkirche gehört zum Dekanat Neulengbach in der Diözese St. Pölten. Die Kirche steht unter Denkmalschutz (Listeneintrag).

## Geschichte
1228 wurde urkundlich eine Johanneskapelle am Berg genannt. Urkundlich wurde 1362 eine Burg und 1389 eine Burgkapelle hl. Pankraz als Filiale der Pfarrkirche Sieghartskirchen genannt.
Die im Kern romanische Chorturmkirche entstand um die Mitte des 12. Jahrhunderts. Wohl nach Zerstörungen bei der Zweiten Wiener Türkenbelagerung wurde die Kirche zum Ende des 17. Jahrhunderts baulich verändert. Im 19. Jahrhundert wurde die Kirche durch einen Zubau im Westen erweitert, dieser Zubau wurde 1947/1951 abgebrochen und durch einen großräumigen Erweiterungsbau nach den Plänen der Architektin Martha Bolldorf-Reitstätter ersetzt.

## Architektur
Das Kirchenäußere zeigt ein schmales romanisches Langhaus unter einem Satteldach mit einem im Osten vorgestellten Chorturm, nördlich davon befindet sich am Chor der Sakristeianbau und Nebenräumen bis zum modernen Erweiterungsbau.
Das moderne breite rechteckige Langhaus aus 1947/1951 unter einem Schopfwalmdach zeigt sich mit glatten Fassaden und Kreis- und Rundbogenfenstern, im Westen befindet sich ein eingezogener Bereich mit einem geraden Schluss unter einem Satteldach.
Das Kircheninnere zeigt im Erweiterungsbau ein breites Langhaus unter einer Holzdecke mit einer tiefen auch über die Südseite vorgezogene Orgelempore mit einem südseitig vom Langhaus abgetrennten Vorraum. Den Chor bildet der im Kern romanische zweijochige Saalraum mit Stichkappentonnen- und Kreuzgratgewölben aus dem Ende des 17. Jahrhunderts, der rundbogige nischenflankierte Triumphbogen zum Turmchor zeigt ostseitig Klumpkonsolen und Kegelkonsolen aus dem 12. Jahrhundert, der Turmchor hat ein verschliffenes Platzlgewölbe aus dem 18. Jahrhundert. Die alte Sakristei ist kreuzgratgewölbt.
Wandmalereien zeigen an der Triumphbogenwand den hl. Johannes der Täufer, den Heiligen Geist und Christus gemalt von Ernst und Eva Bauernfeind 1949. Im Turmerdgeschoß befindet sich eine Deckenmalerei Engel mit Schriftbändern um 1900.

## Einrichtung
Der Hochaltar ist aus barocken und neobarocken Teilen zusammengesetzt, über dem neobarocken Altartisch mit einem Tabernakel befinden sich seitlich zwei Retabelreliefs aus dem 18. Jahrhundert mit den Darstellungen Geburt Christi und Kreuzigung, welche aus der ehemaligen Pfarrkirche hl. Nikolaus in Neulengbach hierher übertragen wurden.
Der frühbarocke Taufstein mit einem Muschelbecken auf einem Fuß entstand im 17. Jahrhundert.
Die Orgel baute Matthäus Mauracher 1879, welche 1956 aus der Pfarrkirche Ulmerfeld hierher übertragen wurde.